# Ludovic Guerriero
Ludovic Guerriero, né le 5 janvier 1985 à Forbach, est un footballeur français évoluant au poste de milieu de terrain à l'US Sarre-Union.

## Biographie
En 1998, Ludovic Guerriero intègre le centre de préformation de Madine, pour deux ans. Il rejoint ensuite l'ASNL. Il est le capitaine de l'équipe qui atteint les demi-finales de la Coupe Gambardella en mai 2004, après avoir éliminé Sochaux, Strasbourg, Montpellier et Rennes, tenant du titre. Parmi ses coéquipiers, les futurs internationaux Manuel Da Costa et Landry N'Guémo. Dans la foulée il fait ses débuts en Ligue 2, à 19 ans. Peu utilisé en équipe première, il signe pourtant un premier contrat professionnel de trois ans en mai 2005. Trois mois plus tard il est prêté une saison à Raon-l'Étape en National, afin d'acquérir du temps de jeu. Il quitte Nancy en 2008, après voir disputé seize matches en quatre saisons.
Il rebondit en Ligue 2 à Ajaccio où il est un des leaders de l'équipe pendant deux saisons. En 2010 il effectue la préparation d'avant saison avec le club Corse mais, souhaitant se rapprocher de sa famille et de ses proches, il s'engage pour trois ans avec le FC Metz, où il effectue deux saisons pleines. En 2012 il signe à Châteauroux où il hérite du numéro 10. Libre à la suite de la relégation du club berrichon en National, il signe au Stade lavallois pour deux saisons. Peu utilisé par Denis Zanko en deuxième partie de saison, il décide de résilier son contrat et s'exile en Roumanie, au Petrolul Ploiesti.
Il fait son retour en France en 2017 et termine sa carrière au niveau amateur.

## Clubs successifs
- 2004-2008 : AS Nancy-Lorraine  France
  - 2005-2006 : US Raon  France (prêt)
- 2008-2010 : AC Ajaccio  France
- 2010-2012 : FC Metz  France
- 2012-2014 : LB Châteauroux  France
- 2014-2015 : Stade lavallois  France
- jan. 2016-2016 : Petrolul Ploiesti  Roumanie[8]
- nov. 2016-2017 : Pau FC  France
- 2018-2019 : Sarreguemines FC  France
- 2019-2020 : SO Merlebach  France
- 2020- : SSEP Hombourg-Haut  France